# João Félix
João Félix Sequeira (Viseu, 10 november 1999) is een Portugees voetballer die doorgaans als aanvaller speelt. Hij verruilde Chelsea in juli 2025 voor Al-Nassr. Félix debuteerde in 2019 in het Portugees voetbalelftal.

## Clubcarrière

### SL Benfica
Félix speelde in de jeugd bij Os Pestinhas, FC Porto, Padroense FC en Benfica. Hij debuteerde op 18 augustus 2018 in de Primeira Liga, tegen Boavista. Hij viel na 88 minuten in voor Franco Cervi. Drie dagen later maakte hij zijn internationale debuut, in de play-off voor de Champions League tegen PAOK Saloniki door tien minuten voor tijd Pizzi te vervangen. Félix maakte op 25 augustus 2018 zijn eerste doelpunt voor Benfica, in een stadsderby tegen Sporting CP.
Hij maakte op donderdag 11 april 2019 zijn eerste hattrick, in de kwartfinale van de Europa League thuis tegen Eintracht Frankfurt. Hiermee werd hij met 19 jaar en 152 dagen de jongste speler ooit die een hattrick maakte in de Europa League. In de terugwedstrijd werd Benfica echter uitgeschakeld. Hij scoorde in zijn debuutseizoen in totaal 20 keer in 42 wedstrijden in de competitie, beker, Champions League en Europa League.

### Atlético Madrid
Félix tekende in juli 2019 een contract tot medio 2026 bij Atlético Madrid. Dat betaalde een clubrecord van €126.000.000,- voor hem aan Benfica. Ook werd hij hiermee de duurste tiener na Kylian Mbappé en was dit de duurste transfer in de geschiedenis van zowel Benfica als Atlético Madrid. Op 18 augustus 2019 debuteerde Félix voor Atlético Madrid, tegen Getafe in de Primera División en op 1 september 2019 volgde zijn eerste doelpunt voor de club, in de competitiewedstrijd tegen Eibar. Op 1 oktober 2019 was hij voor het eerst trefzeker in de Champions League, in de uitwedstrijd tegen Lokomotiv Moskou. In november 2019 won Félix de Golden Boy Award, de prijs voor het grootste Europese voetbaltalent onder de 21 jaar, door onder anderen Jadon Sancho en Kai Havertz voor te blijven. Hij sloot zijn eerste seizoen in Spanje af met negen doelpunten in 36 wedstrijden.

### Chelsea
In januari 2023 werd hij voor een half seizoen verhuurd aan Chelsea, die daarvoor zo’n elf miljoen euro neerlegde. Bij zijn debuut op 12 januari tegen Fulham (2–1 verlies) pakte hij een rode kaart na een overtreding op Kenny Tete. Chelsea kocht hem uiteindelijk niet.

### FC Barcelona
Félix keerde in juli terug naar Atlético voor het voorseizoen, waar hij onmiddellijk confrontatie had met de sportdirecteur van Atlético, Andrea Berta. Hij werd gedwongen werd om met het B-elftal te trainen. Hij speelde geen enkele minuut in de voorbereiding voor Atlético in de zomer, omdat Diego Simeone hem ook niet wilde. Zijn zakenwaarnemer Jorge Mendes bood hem aan bij verschillende clubs, maar werd overal afgewezen.
Op 18 juli 2023 verklaarde Félix in een interview met journalist Fabrizio Romano zijn wens om zich bij FC Barcelona aan te sluiten en zei: "Ik zou graag voor Barça willen spelen. Barcelona is altijd mijn eerste keuze geweest, en het is mijn droom sinds mijn jeugd. Als het gebeurt, zal het een droom die uitkomt voor mij zijn."
Aanvankelijk had Barcelona geen interesse in hem, maar ook geen mogelijkheid om het in te lijven door financiële obstakels, maar na mislukte pogingen voor Bernardo Silva en Neymar richtte de club zich op Félix. Xavi keurde na een tijd de transfer goed. Op 1 september 2023 sloot Félix zich aan bij Barcelona op huurbasis voor het seizoen 2023-24, samen met zijn Portugese teamgenoot João Cancelo. FC Barcelona betaalde 100% van zijn salaris, dat werd geherstructureerd nadat Félix een contractverlenging tot 2029 had overeengekomen voordat hij Atlético verliet, en als gevolg daarvan zijn jaarlijkse salaris verlaagde, wat cruciaal was om zijn deal binnen het salarisplafond van Barcelona in La Liga te laten passen.
Hij maakte zijn debuut twee dagen later als invaller in de 80'ste minuut in een 2-1 uitoverwinning op Osasuna. Op 16 september 2023 scoorde hij bij zijn eerste basisdebuut voor Barça, de openingstreffer in de 25'ste minuut van een 5-0 overwinning in de Primera División tegen Real Betis. Hij werd vervolgens geprezen om zijn spelregie, en na de wedstrijd zei hij: "Ik ben erg blij om weer wedstrijden te starten, het gevoel is erg goed - het is makkelijk om in dit team te spelen." Op zijn volgende wedstrijd, op 19 september 2023, maakte Félix zijn debuut in de Champions League voor Barça, waarbij hij tweemaal scoorde en een assist gaf in een 5-0 overwinning op Royal Antwerp, en hij werd benoemd tot man of the match.

### Terugkeer bij Chelsea
Félix keerde in augustus 2024 op permanente basis terug bij Chelsea, waar hij zou spelen met rugnummer 14. Chelsea betaalde zo'n €50 miljoen voor hem aan Atlético Madrid. Hij speelde in het eerste halfjaar vooral in de Conference League, waar hij vier keer scoorde in vijf wedstrijden. In de Premier League was hij vooral invaller. Hij scoorde zeven goals in zijn eerste halfjaar.

### AC Milan
In februari 2025 werd Félix voor de rest van het seizoen verhuurd aan AC Milan. Op 5 februari maakte hij in de kwartfinale van de Coppa Italia tegen AS Roma zijn debuut voor de club. Op aangeven van mede-debutant Santiago Giménez maakte hij direct zijn eerste doelpunt. 

## Clubstatistieken
| Seizoen | Club            | Competitie       | Competitie | Competitie | Competitie | Beker | Beker | Beker | Internationaal | Internationaal | Internationaal | Totaal | Totaal | Totaal |
| Seizoen | Club            | Competitie       | Wed.       | Dlp.       | Ass.       | Wed.  | Dlp.  | Ass.  | Wed.           | Dlp.           | Ass.           | Wed.   | Dlp.   | Ass.   |
| ------- | --------------- | ---------------- | ---------- | ---------- | ---------- | ----- | ----- | ----- | -------------- | -------------- | -------------- | ------ | ------ | ------ |
| 2016/17 | Benfica B       | Liga Portugal 2  | 12         | 3          | 0          | —     | —     | —     | —              | —              | —              | 12     | 3      | 0      |
| 2017/18 | Benfica B       | Liga Portugal 2  | 17         | 4          | 5          | —     | —     | —     | —              | —              | —              | 17     | 4      | 5      |
| 2018/19 | Benfica         | Primeira Liga    | 26         | 15         | 10         | 8     | 2     | 1     | 9              | 3              | 3              | 43     | 20     | 14     |
| 2019/20 | Atlético Madrid | Primera División | 27         | 6          | 1          | 3     | 0     | 1     | 6              | 3              | 1              | 36     | 9      | 3      |
| 2020/21 | Atlético Madrid | Primera División | 31         | 7          | 7          | 1     | 0     | 0     | 8              | 3              | 0              | 40     | 10     | 7      |
| 2021/22 | Atlético Madrid | Primera División | 24         | 8          | 4          | 3     | 1     | 1     | 8              | 1              | 1              | 35     | 10     | 6      |
| 2022/23 | Atlético Madrid | Primera División | 14         | 4          | 3          | 0     | 0     | 0     | 3              | 0              | 0              | 17     | 4      | 3      |
| 2022/23 | → Chelsea       | Premier League   | 16         | 4          | 0          | 0     | 0     | 0     | 4              | 0              | 0              | 20     | 4      | 0      |
| 2023/24 | → FC Barcelona  | Primera División | 30         | 7          | 3          | 3     | 0     | 1     | 9              | 3              | 1              | 44     | 10     | 6      |
| 2024/25 | Chelsea         | Premier League   | 12         | 1          | 1          | 3     | 2     | 1     | 5              | 4              | 0              | 20     | 7      | 2      |
| 2024/25 | → AC Milan      | Serie A          | 15         | 2          | 1          | 4     | 1     | 0     | 2              | 0              | 0              | 21     | 3      | 1      |
| 2025/26 | Al-Nassr        | Saudi League     | 0          | 0          | 0          | 0     | 0     | 0     | 0              | 0              | 0              | 0      | 0      | 0      |
| TOTAAL  | TOTAAL          | TOTAAL           | 224        | 61         | 35         | 25    | 6     | 5     | 54             | 17             | 6              | 303    | 84     | 46     |

Bijgewerkt t/m 30 juli 2025.

## Interlandcarrière
João Félix kwam uit voor meerdere Portugese nationale jeugdelftallen. Hij debuteerde in 2017 in Portugal –21. Zijn debuut in het Portugees voetbalelftal volgde op 5 juni 2019 in een met 3–1 gewonnen wedstrijd in de UEFA Nations League, tegen Zwitserland. Hij zag zijn ploeggenoten vier dagen later vanaf de bank de finale van het toernooi winnen door Nederland met 1–0 te verslaan. Op 5 september scoorde João Félix voor het eerst voor Portugal, in een met 4–1 gewonnen wedstrijd tegen Kroatië in de Nations League. Hij werd op 21 mei 2024 door Roberto Martínez opgenomen in de Portugese selectie voor het EK 2024 in Duitsland. Félix kwam op het toernooi twee keer in actie. Portugal werd in de kwartfinales uitgeschakeld door Frankrijk, nadat Félix zijn strafschop miste in de penaltyserie.

## Erelijst
| Competitie             |            |            |
| Competitie             | Aantal     | Jaren      |
| SL Benfica             | SL Benfica | SL Benfica |
| ---------------------- | ---------- | ---------- |
| Primeira Liga          | 1x         | 2018/19    |
| Atlético Madrid        |            |            |
| Primera División       | 1x         | 2020/21    |
| Chelsea                |            |            |
| UEFA Conference League | 1x         | 2024/25    |

| Competitie          | Winnaar  | Winnaar          | Runner-up | Runner-up | Derde    | Derde    |
| Competitie          | Aantal   | Jaren            | Aantal    | Jaren     | Aantal   | Jaren    |
| Portugal            | Portugal | Portugal         | Portugal  | Portugal  | Portugal | Portugal |
| ------------------- | -------- | ---------------- | --------- | --------- | -------- | -------- |
| UEFA Nations League | 2x       | 2018/19, 2024/25 |           |           |          |          |

| Individueel                                |    |              |
| Primeira Liga Speler van de Maand          | 1x | januari 2019 |
| SJPF Jonge speler van de Maand             | 1x | januari 2019 |
| UEFA Europa League Squad of the Season     | 1x | 2018/19      |
| Portugees voetballer van het jaar          | 1x | 2019         |
| Primeira Liga Beste speler van het Seizoen | 1x | 2018/19      |